# Richard Gerber (Anglist)
Richard Ernst Hans Gerber (* 9. Juni 1924 in Cham ZG; † 24. August 1986) war ein Schweizer Anglist und Hochschullehrer.

## Leben und Wirken
Richard Gerber studierte Anglistik und Germanistik an der Universität Zürich und promovierte dort 1950. Von 1951 bis 1952 war er als «Supervisor» an der University of Cambridge tätig. An der Universität Zürich arbeitete er als wissenschaftlicher Assistent und habilitierte sich dort 1954. Bis 1956 lehrte er in Zürich als Privatdozent, bis 1961 dann an der Universität zu Köln, wo er 1959 zum ausserplanmässigen Professor ernannt wurde. Von 1961 bis zu seinem frühen Tod 1986 lehrte er als ordentlicher Professor für Anglistik an der Freien Universität Berlin.

## Veröffentlichungen (Auswahl)
- James Shirley. Dramatiker der Dekadenz (= Schweizer anglistische Arbeiten. Bd. 30). Francke, Bern 1952 (Dissertation Universität Zürich).
- Utopian fantasy. A study of English utopian fiction since the end of the nineteenth century. Routledge & Kegan Paul, London 1955.
- Künstlerische Konkretisierung. In: Rudolf Villgradter, Friedrich Krey (Hrsg.): Der utopische Roman. Wissenschaftliche Buchgesellschaft, Darmstadt 1973, S. 259–270, ISBN 3-534-05025-8.
- Anglistische Literaturstudien. Hrsg. von Haskell M. Block (= Studies on themes and motifs in literature. Bd. 40). Lang, New York u. a. 1999, ISBN 0-8204-3984-3 (= gesammelte Aufsätze).